# Jazzstep
Le jazzstep est un sous-genre musical de la drum and bass.

## Histoire
Les origines du jazzstep peuvent se retracer dans les années 1990, plus précisément à la chanson Pulp Fiction d'Alex Reece qui mêle de la drum and bass à du jazz. Le genre se caractérise par un mélange d'échantillons sonores dérivés du jazz (piano, contrebasse, diva) sur un rythme de batterie recomposé avec complexité à l'aide d'un échantillonneur et d'un ordinateur. Ce genre n'a pas véritablement réussi à sortir de la sphère des DJ anglais comme Size et E-Z Rollers. Actuellement[Quand ?], il n'y a que très peu de sorties en jazzstep[réf. nécessaire].

## Artistes notables
Les artistes du genre incluent notamment : 4hero, Alex Reece, Roni Size, DJ Marky, D Kay, General Delivery, Grizzly, Solid State, Goldie, Mindstorm, E-Z Rollers, Amorphouse, et DJ Pulse.